# Высшие театральные мастерские
Высшие театральные мастерские, Государственные высшие театральные мастерские (ГВЫТМ) — театральное учебное заведение, основанное Всеволодом Мейерхольдом и существовавшее в Москве с февраля по ноябрь 1922 года. Готовило актёров и режиссёров.

## История
10 сентября 1921 года прекратил своё существование основанный Мейерхольдом Театр РСФСР 1-й. Тогда же, в сентябре, Мейерхольд создал Государственные высшие режиссёрские мастерские (ГВЫРМ), находившиеся по адресу Новинский бульвар, 32 — в доме, где проживал сам режиссёр. В числе поступивших на первый курс были Сергей Эйзенштейн, Николай Экк, Сергей Юткевич, Зинаида Райх, Эраст Гарин, Алексей Кельберер и др. По воспоминаниям Эраста Гарина, принятых студентов распределили на два факультета: актёрский и режиссёрский. Позднее ГВЫРМ был преобразован в Государственные Высшие Театральные Мастерские (ГВЫТМ), вобравшие в себя также ряд других мастерских (Н. М. Фореггера, Б. А. Фердинандова, Грибоедовскую, Латышскую, Еврейскую и Армянскую).
Педагогическая система Мейерхольда носила смелый, экспериментальный характер. В частности, именно в тот период он начал применять новую систему подготовки актёров — биомеханику, рассчитанную на игру крупным планом перед множеством зрителей, устанавливающую законы движения актёра на сцене и способную воплощать обобщённые образы.
Наряду с академическим курсом в Мастерских была предусмотрена практическая работа: студенты принимали участие в различных празднествах и ставили спектакли для рабочих. В конце сезона 1921—1922 годов Мастерская показала свою первую производственную работу — спектакль «Великодушный рогоносец» (по Кроммелинку), имевший большой успех и значительный резонанс в прессе.
Постепенно все студии, вошедшие в ГВЫТМ, распались, кроме собственно мастерских Мейерхольда, причём последние были вынуждены слиться с Государственным институтом музыкальной драмы (ГИМДРА). На этой базе возник Государственный институт театрального искусства. Однако в ГИТИСе Мейерхольд столкнулся с иным пониманием задач театрального искусства, и в результате конфликта двух идеологий между студентами и преподавателями объединившихся ГВЫТМ и ГИМДРА возникли напряжённые отношения. В итоге студенты мастерской Мейерхольда перешли в труппу Театра имени Мейерхольда.